# اندیس مندلو (چاه گز) ۲
مندلو (چاه گز )۲ یک اندیس غیرفلزی است که در حوالی شهر ده بید استان فارس قرار دارد و مادهٔ معدنی موجود در آن، باریت است.  